# 2-クロロ-1,1,1-トリフルオロエタン
2-クロロ-1,1,1-トリフルオロエタン(2-Chloro-1,1,1-trifluoroethane)または1,1,1-トリフルオロ-2-クロロエタン(1,1,1-trifluoro-2-chloroethane)は、ヒドロクロロフルオロカーボンに分類され、化学式F3C-CH2-Clのハロゲン化アルキルである。フロン133aとも呼ばれる。標準状態下では、無色の気体であり、水に一部溶ける。冷媒や溶媒、有機合成試薬として用いられる。
トリクロロエチレンとフッ化水素の反応により合成できる。